# بول ران (شهرستان پرنس ویلیام، ویرجینیا)
بول ران (به انگلیسی: Bull Run) یک منطقهٔ مسکونی در ایالات متحده آمریکا است که در شهرستان پرنس ویلیام، ویرجینیا واقع شده‌است. بول ران ۶٫۹ کیلومتر مربع مساحت و ۱۴٬۹۸۳ نفر جمعیت دارد و ۸۷ متر بالاتر از سطح دریا واقع شده‌است.